# Cirolana sadoensis
Cirolana sadoensis is een pissebed uit de familie Cirolanidae. De wetenschappelijke naam van de soort is voor het eerst geldig gepubliceerd in 1981 door Nunomura.